# グウェン・ジョーゲンセン
グウェン・ローズマリー・ジョーゲンセン（1986年4月25日 - ）は、アメリカ合衆国ウィスコンシン州ワカシャー生まれのプロトライアスロン選手。 2014年、2015世界トライアスロンシリーズチャンピオン。 2013年、2014年のオリンピック/ITU最優秀女性アスリート。ロンドンオリンピック、リオデジャネイロオリンピックトライアスロン米国代表でリオデジャネイロオリンピックでは1時間56分16秒で米国人史上初の金メダルを獲得した 。